# Verbena pinnatiloba
Verbena pinnatiloba là một loài thực vật có hoa trong họ Cỏ roi ngựa. Loài này được (Kuntze) Moldenke miêu tả khoa học đầu tiên năm 1941.